# Маріавілл (Мен)
Маріавілл (англ. Mariaville) — місто (англ. town) в США, в окрузі Генкок штату Мен. Населення — 472 особи (2020).

## Демографія
Згідно з переписом 2010 року, у місті мешкало 513 осіб у 208 домогосподарствах у складі 142 родин. Було 416 помешкань
Расовий склад населення:
| - 97,3 % — білих - 1,2 % — корінних американців - 0,4 % — чорних або афроамериканців - 0,4 % — азіатів |

До двох чи більше рас належало 0,6 %. Частка іспаномовних становила 1,8 % від усіх жителів.
За віковим діапазоном населення розподілялося таким чином: 22,2 % — особи молодші 18 років, 70,0 % — особи у віці 18—64 років, 7,8 % — особи у віці 65 років та старші. Медіана віку мешканця становила 43,5 року. На 100 осіб жіночої статі у місті припадало 118,3 чоловіків;  на 100 жінок у віці від 18 років та старших — 111,1 чоловіків також старших 18 років.
Середній дохід на одне домашнє господарство  становив 65 384 долари США (медіана — 54 063), а середній дохід на одну сім'ю — 75 094 долари (медіана — 62 813). Медіана доходів становила 35 682 долари для чоловіків та 32 422 долари для жінок. За межею бідності перебувало 6,1 % осіб, у тому числі 12,5 % дітей у віці до 18 років та 2,0 % осіб у віці 65 років та старших.
Цивільне працевлаштоване населення становило 245 осіб. Основні галузі зайнятості: освіта, охорона здоров'я та соціальна допомога — 25,7 %, будівництво — 16,7 %, науковці, спеціалісти, менеджери — 15,1 %.